# Planty (Zamość)
Planty – dzielnica (jednostka pomocnicza) w Zamościu, jest położone w jego centrum, w pobliżu Starego Miasta, z którym graniczy częściowo po stronie zachodniej. Granica dzielnicy biegnie również głównymi, ważniejszymi ulicami: Partyzantów, Peowiaków i J. Piłsudskiego.
Zdecydowana większość zabudowy mieszkalnej to bloki wielorodzinne przy ulicy Peowiaków. Budowę tego osiedla rozpoczęto już w latach 50., a ostatnie bloki oddano do użytku na początku lat 70. minionego stulecia. Mają one od trzech do pięciu kondygnacji. Są rozmieszczone wzdłuż ulicy Peowiaków, tworząc niezbyt szeroki, ale dość długi pas zabudowy – od ul. J. Piłsudskiego po odcinek ul. Peowiaków za rondem Rady Europy (w kierunku ulicy Partyzantów).
Teren na południe od bloków zajmuje zieleń miejska zwana Plantami (stąd nazwa osiedla), głównie skwery i zieleńce oraz wały (objęte większymi zmianami w latach 2011-12), z niewielkim parkiem bliżej ul. J. Piłsudskiego oraz licznymi chodnikami – jest to miejsce spacerów mieszkańców miasta, w którym można obejrzeć pozostałości murów i fragmenty zamojskiej twierdzy. W ich pobliżu znajdują się 2 ceglane budynki z początku XX w., jakie stanowiły koszary kozaków dońskich – w jednym z nich mieści się drugi punkt informacji turystycznej ("Forteczne Centrum Informacji Historycznej i Turystycznej"; główny jest w ratuszu na Starym Mieście).
Zabudowa usługowa skupia się w południowej części, na rogu ulic Peowiaków i Partyzantów; mieszczą się tu ważniejsze obiekty miasta, m.in.: Urząd Gminy Zamość, gmach delegatury Lubelskiego Urzędu Wojewódzkiego z innymi instytucjami, Urząd Sanitarno-Epidemiologiczny, Spółdzielczy Dom Handlowy.
W jej granicach funkcjonuje jedna szkoła podstawowa (nr 10). Znajduje się tu także ośrodek pomocy dla dzieci niepełnosprawnych.
Nie ma tu żadnych kościołów, najbliższe znajdują się na sąsiednim Starym Mieście.
Wśród obiektów handlowych, poza marketami PSS Lux, dominują tu niewielkie sklepy, również w niektórych blokach.
Znajdują się tu dwa pomniki: pomnik Żołnierzy Armii Krajowej przy ul. Partyzantów, za bastionem VII oraz pomnik 60. rocznicy zakończenia II wojny światowej przy ul. J. Piłsudskiego.